# Dédition de Nice à la Savoie

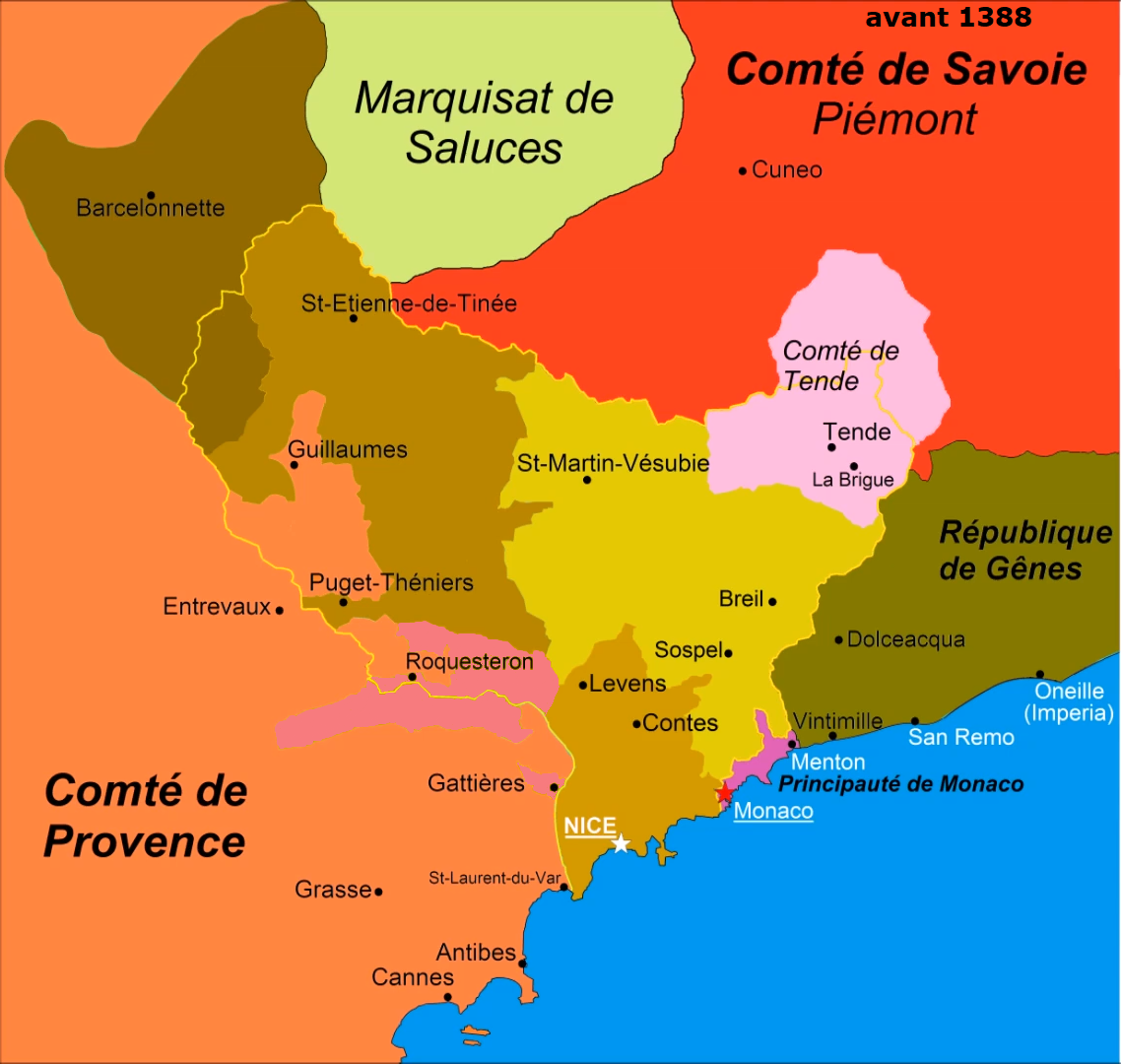
Les territoires au moment de la dédition en 1388
viguerie de Nice
viguerie de Vintimille
viguerie de Puget-Théniers
viguerie de Barcelonnette
baillie de Villeneuve

L'acte de dédition de Nice à la Savoie est une charte du 28 septembre 1388, première étape de l'entrée  de Nice et du Pays niçois dans les possessions de la maison de Savoie (ou États de Savoie).
Cette dédition est une conséquence du conflit qui a lieu de 1380 à 1388 entre la maison d'Anjou-Sicile et la maison de Duras (francisation du nom italien Durrazzo, aujourd'hui Durrës en Albanie) au sujet de la succession de la reine de Naples Jeanne Ire, aussi comtesse de Provence. En 1388, les Provençaux s'étant en majorité ralliés à la maison d'Anjou, le Pays niçois, resté partisan des Duras, incapables de le secourir, sollicite le comte de Savoie Amédée VII pour le protéger contre l'armée des Anjou.
En septembre 1388, un contrat de dédition en 34 articles est conclu entre Amédée VII et les autorités locales. Cet acte laisse trois ans au roi de Naples Ladislas Ier pour recouvrer Nice et le Pays niçois. En 1391, les droits du comte de Savoie par rapport à la maison de Duras deviennent définitifs. Mais il reste un conflit entre la maison de Savoie et la maison d'Anjou, qui revendique toujours Nice, conformément au droit en vigueur, qui n'autorise pas la partition de la Provence. C'est en 1419 que le comte Amédée VIII et la régente de Naples Yolande d'Aragon signent un traité qui rend définitive la séparation de Nice.
Le mot « dédition » est un terme juridique qui caractérise la soumission volontaire des habitants d'une entité politique à un souverain, en vertu d'un contrat écrit définissant les droits et obligations de chaque partie.

## Contexte

### Les projets successoraux de la reine de Naples, comtesse de Provence (1373-1382)
Jeanne Ire, reine de Naples, est aussi comtesse de Provence (le comté de Provence étant un fief du Saint-Empire).
En 1373, n'ayant pas d'enfant, elle désigne comme son successeur son cousin Charles, duc de Duras.
En 1380, revenant sur ce choix, elle désigne le duc d’Anjou Louis Ier, un des frères du roi de France Charles V.
Charles de Duras envahit alors le royaume de Naples, capture et fait mourir Jeanne (22 mai 1382).

### La guerre en Provence après la mort de Jeanne (1382-1388)
Les armées des deux prétendants s’affrontent ensuite en Provence dans un long conflit, les « guerres de l'union d'Aix ». Après la mort des deux protagonistes, le conflit est poursuivi par leurs épouses, régentes pour le compte de leurs fils mineurs.
La Provence est déchirée entre les deux partis. Marseille est du côté de la maison d'Anjou et Aix-en-Provence des Duras. Les communes (localités ayant une charte communale), dont Nice, sont en majorité favorables aux Duras alors que la noblesse soutient la faction angevine.
À ces problèmes politiques s'ajoute encore la question du Grand Schisme de l’Église catholique, les Angevins soutenant le pape d'Avignon (ou « antipape ») Clément VII et les Duras celui de Rome, Urbain VI.
En 1387, Aix-en-Provence change de camp et se rallie à la maison d’Anjou, laissant les partisans des Duras en minorité. De façon inattendue, le pays niçois (les territoires provençaux situés à l’est du Var) se retrouve seul face aux partisans des Anjou.
Le roi de Naples Ladislas Ier, fils de Charles de Duras, chassé de sa capitale par une révolte, se révèle incapable d’aider les partisans qui lui restent ; plusieurs seigneurs des montagnes niçoises se reconnaissent comme vassaux de Louis II d’Anjou.

### Négociations de Nice avec Ladislas de Naples et Amédée de Savoie
Au début de l’année 1388, Georges de Marle, sénéchal de Louis II d'Anjou, concentre des troupes autour de Nice. Les édiles envoient une délégation auprès de Ladislas de Duras pour demander de l’aide. Il lui est répondu que le roi de Naples ne peut aider Nice et qu'il permet donc aux Niçois de se donner à tel seigneur qu’il leur plaira, capable d'assurer leur protection, à condition qu’il ne soit pas un adversaire des Duras.
Au retour de la délégation et après délibération, c'est le comte de Savoie Amédée VII qui est choisi. Ce choix n'est pas complètement libre, étant donné que le chef durassiste de Provence, Jean Grimaldi de Beuil, sénéchal de Provence de Charles III de Duras, a considérablement agrandi ses domaines au cours de la guerre, en annexant les fiefs de ses voisins pro-angevins expulsés, et s'est depuis un certain temps rapproché du comte de Savoie afin de protéger ses acquisitions après la fin de la guerre.
Dès réception de l’ambassade niçoise, Amédée VII se met en marche vers Nice, saisissant l'occasion d’ouvrir ses États montagnards sur un port méditerranéen.

## La charte de 1388

### Rédaction
Amédée VII arrive avec son armée à l’abbaye de Saint-Pons, près de Nice, le 27 septembre. Le Conseil des Quarante donne mandat aux quatre syndics d’aller formellement demander la protection du comte de Savoie.
Le lendemain, est rédigé par devant notaire le pacte de dédition.

### Conservation du document
L’original de la charte est perdu, mais il existe une copie du XVIe siècle intitulée Dedizione della città e vicaria di Nizza ad Amedeo VII conte di Savoia.

### Texte (présentation)
L'acte de dédition est constitué de 34 articles montrant que le premier souci des Niçois est d'obtenir protection contre la maison d'Anjou et ses alliés, les comtes de Vintimille et de Tende. Il s'agit d'une protection militaire et juridique.
Il y a, ensuite, le souhait de préserver les privilèges de la ville et le désir d'obtenir de la maison de Savoie de nouveaux avantages (installation de la capitale de la Provence à Nice ou concession de facilités portuaires) qui avaient déjà été promis par les Duras.
Le comte de Savoie s’engage à gouverner et protéger Nice et sa viguerie. Le roi Ladislas conserve la possibilité de récupérer son domaine niçois dans un délai de trois ans, à condition de rembourser au comte de Savoie tous les frais qu'il a engagé pour porter secours à Nice. À défaut, la cession deviendra définitive et les habitants seront tenus de prêter serment d’hommage et de fidélité au comte de Savoie.
La spontanéité de la dédition est contestée par l'historien Laurent Ripart, selon qui le coup de force d'Amédée et la présence des troupes angevines de l'autre côté du Var n'ont laissé aux Niçois qu'une faible marge de négociation.

## Suites

### La cession définitive (1391)
Trois ans plus tard, Ladislas étant incapable de rembourser les dépenses d’Amédée VII, le pays niçois revient définitivement à la Savoie, prenant le nom de « terres neuves de Provence ».

### Règlement du conflit entre maisons d'Anjou et de Savoie (1419)
La situation en Provence n'est régularisée qu'en 1419 entre les maisons d'Anjou et de Savoie. La maison d'Anjou ne reconnaît pas la perte de la partie orientale de la Provence et conserve même une garnison dans le château de Monaco. D'autre part, le comte de Savoie (Amédée VII, puis Amédée VIII), reprend les prétentions de la maison de Duras sur la Provence tout entière.
Ce conflit est un aspect secondaire du conflit entre maison de Valois-Bourgogne et maison d'Orléans dans le cadre du royaume de France sous le règne de Charles VI.
Les deux partis vont se regarder en chiens de faïence pendant plus de 25 ans[pas clair].
Après une première approche en 1409, c'est la mort de Louis II d'Anjou et la régence de Yolande d'Aragon pour son fils mineur Louis III qui permet l'ouverture de discussions en vue d'un traité de paix en 1417. La maison d'Anjou est endettée à hauteur de 164 000 francs auprès de la maison de Savoie à la suite de ses guerres du siècle précédent pour récupérer le trône de Naples tandis que la maison de Savoie possède la partie orientale de la Provence.
Amédée VIII, duc de Savoie à partir de 1416, accepte l'abandon de sa créance (seulement 15 000 florins ont été remboursés à cette date) et de ses droits sur le reste du comté de Provence en échange de l'abandon des droits de la maison d'Anjou dans le Piémont (Coni, Mondovi, etc.) et sur le pays niçois.
Ce traité, qui entérine la partition de la Provence, est ratifié à Aix le 5 octobre 1419 et à Thonon le 22 octobre 1419 par les deux protagonistes.
Il est à noter que cette partition est contraire au droit séculaire provençal qui consacre l'indivisibilité du comté de Provence et aurait dû imposer un règne conjoint de Louis III d'Anjou et d'Amédée VIII de Savoie, droit il est vrai difficilement compatible avec l'exercice du pouvoir en ce début de XVe siècle.[pas clair]

### Nice et le pays niçois dans les États de Savoie (1391-1860)
Le « nouveau territoire » est divisé en quatre vigueries : Nice, Puget-Théniers, Val de Lantosque et Barcelonnette (cette dernière s'étant placée sous la protection de la Savoie dès 1385), auxquelles s'ajoutent une partie du bailliage de Villeneuve.
En 1526, ce territoire devient le « comté de Nice », dans un sens administratif et non féodal, puisqu’il n’y a pas de comte de Nice au titre de la Savoie (seulement au cours des périodes d'occupation française sous Louis XIV : 1691-1696 et 1703-1706).
En 1860, le roi de Sardaigne Victor-Emmanuel II, duc de Savoie et prince de Piémont, s'apprêtant à devenir roi d'Italie, cède à la France le comté de Nice et le duché de Savoie, pour l'aide apportée à l'unité italienne.

## Texte complet de l'acte de dédition
Le texte original a été traduit par Eugène Caïs de Pierlas (La ville de Nice pendant le premier siècle de la domination des princes de Savoie, Turin, 1898, page 35).
1. Le comte de Savoie promet de gouverner et de protéger Nice et sa viguerie à ses propres frais contre quiconque voudrait s’en emparer et surtout contre la comtesse d’Anjou et les seigneurs de Tende et de la Brigue.
2. À la requête des syndics de Nice il s’engage à faire son possible pour reprendre à la maison d’Anjou les autres villes et terres des comtés de Provence et de Forcalquier et les réduire sous la bannière de l’empereur et la sienne.
3. Si le roi Ladislas, dans l’espace de trois ans, peut rembourser au comte les dépenses qu’il aura faites pour l’occupation et la garde des dites terres et qui seront évaluées sur simple assertion du prince, celui-ci devra lui remettre les terres qu’il a occupées.
4. Le comte promet que pendant ces trois années d’occupation, ou après, il ne cèdera ni vendra la ville et la viguerie de Nice soit à la duchesse d’Anjou soit au roi de France ou à tout autre seigneur, hormis toutefois au roi Ladislas.
5. La ville de Nice jure d’obéir pendant ces trois années au comte et à ses officiers comme elle le faisait aux comtes de Provence et de lui laisser la jouissance des rentes de la ville et de la viguerie dont jouissaient les anciens souverains malgré cela la ville ne sera pas tenue à lui prêter l’hommage, mais le prince sera libre de recevoir celui des citoyens qui voudraient le faire.
6. Le comte s’oblige pour lui et ses héritiers à annuler toute vente ou donation qu’il pourrait faire de fiefs ou autres biens domaniaux, autant dans la ville que dans la viguerie.
7. Le comte accordera libre passage à toute personne et surtout aux Niçois qui par mer ou par terre désireraient porter des secours d’hommes, d’armes ou de vivres au roi Ladislas.
8. Le comte défendra le passage à toutes personnes voulant combattre le roi Ladislas ou s’emparer de nos domaines.
9. Le comte promet que si dans l’espace de trois ans le roi Ladislas sera à même de lui rembourser tous les frais de l’occupation et de la garde de toutes les villes et terres dépendantes de ce dernier et qui se sont mises ou se mettront sous sa protection et que ledit comte refuse le remboursement et la restitution de ces domaines, dans ce cas les habitants, de leur propre mouvement et sans être coupables de rébellion, pourront se soustraire à la domination des comtes de Savoie, et retourner à celle de Ladislas.
10. Le comte ne pourra, dans les jugements criminels et civils, transporter quelque personne que ce soit d’un lieu à un autre, ou d’une juridiction à une autre, à moins que les droits du comte fûssent directement atteints.
11. La ville de Nice et sa viguerie pourront conserver les gabelles et les impôts établis pour les nécessités de la guerre et qui lui appartiennent, ou les abolir, mais les impôts dus à la cour seront payés au comte.
12. Dans le cas où le comte réussirait à s’emparer de tout le comté de Provence et de Forcalquier, il établira dans la ville de Nice la résidence du sénéchal et des autres grands officiers, ainsi que cela se pratiquait pour la ville d’Aix sous la reine Jeanne ce privilège cependant ne dépendra que du bon plaisir du comte.
13. Le comte promet d’accorder des lettres de marque et de représailles contre toute personne étrangère qui refuserait de rendre justice à un habitant de Nice, selon l’usage d’Italie.
14. Le comte conservera à Nice la gabelle du sel et livrera le sel aux habitants au prix habituel de 2 sous et demi par setier en temps de guerre le prix en sera fixé par le comte et les syndics de Nice.
15. Le comte promet de n’accorder ni paix ni trêve à la duchesse d’Anjou sans l’avis des Niçois et ce pendant tout le temps qu’elle visera à la conquête des comtés de Provence et de Forcalquier.
16. Pendant la période de temps susindiquée le comte ne pourra empêcher aucun Niçois de porter aide ou secours au roi Ladislas, excepté cependant le cas où cela fut de préjudice au comte ou à la ville.
17. Jamais à l’avenir le comte n’obligera directement ou indirectement les Niçois à marcher contre le roi Ladislas, excepté dans le cas où celui-ci fit la guerre contre le comte de Savoie ou contre une ville dépendante de lui.
18. Si les Niçois se déclareront en faveur d’un des papes, le comte tâchera d’obtenir de lui la levée de toute excommunication qui aurait pour objet l’usurpation de biens ou revenus religieux ou la destruction de châteaux, maisonnées ou autres édifices religieux.
19. Le comte s’engage à chasser de leurs domaines, par voie de conquête ou d’échange, les comtes de Vintimille seigneurs de Tende et de la Brigue, afin d’assurer la liberté de communication entre Nice et le Piémont.
20. Le comte accorde franchise et immunité de tout droit de rivage et de quarantaine aux étrangers qui apporteront à Nice des denrées de ravitaillement cela pourtant selon le bon plaisir du comte.
21. Le comte promet que s’il acquerra d’autres terres dans les comtés de Provence et de Forcalquier, au juge de Nice seront dévolues les premières appellations soit civiles que criminelles, pour les terres en deçà de la Siagne, ainsi que pour celles des vallées de Barcelonnette, de Saint Étienne, de la viguerie de Puget-Théniers et du bailliage de Sigale cette juridiction sera exclusivement de la compétence du juge de Nice par privilège perpétuel, même dans le cas où la cour suprême ne s’établirait pas à Nice, ou que cela parût préférable pour l’avantage général du pays.
22. Le comte fera restituer les biens, fiefs et châteaux situés dans le district de Nice aux personnes de la ville auxquelles on les aurait confisqués à cause des guerres qui ont eu lieu entre le roi Ladislas et le duc d’Anjou.
23. Dans le cas où le dit comte ne parviendrait pas à conquérir le reste de la Provence, il ne permettra pas que les habitants de la viguerie de Nice qui ont été rebelles au roi Ladislas, ont marché contre la ville et agi à son détriment, puissent y retourner et conserver leurs biens, sauf bien entendu les droits de leurs créanciers.
24. Lorsque la ville de Nice se sera prononcée en faveur d’un des papes, le comte tâchera d’obtenir de lui qu’il affranchisse les maisons situées dans la ville et qui relèvent de l’abbaye de Saint Pons, en donnant à celle-ci, à titre de compensation, un ou plusieurs des châteaux qui appartiennent aux seigneurs rebelles à Ladislas et qui par ce moyen parviendraient au pouvoir du comte.
25. On établira dans la dite ville une casana, ainsi qu’il y en a l’usage dans plusieurs régions d’Italie.
26. Comme il arrive que les négociants débarquent à Nice des balles de marchandises qu’ils destinent à être ensuite expédiées dans les régions d’orient, d’occident ou du nord, les seuls citoyens de Nice auront le droit de recevoir ces marchandises, pour que le profit leur en soit exclusivement dévolu.
27. Sur la demande des syndics le comte de Savoie ordonne qu’on annulera toutes les enquêtes et procès criminels dont est déjà saisie la cour de Nice, ou qui pourraient s’y commencer à cause des derniers événements en signe de nullité on brûlera les registres et cartulaires de ces procès, sauf pourtant les droits que pourraient avoir les personnes lésées et les bans auxquels les coupables seraient tenus.
28. Si le comte ajoutera d’autres conquêtes à celles qu’il vient de faire, il tâchera d’obtenir qu’on restitue aux bénéficiaires les droits dont ils auraient été privés.
29. Sur la demande présentée par le comte de Savoie qu’on ait à lui livrer la forteresse de Nice et les autres châteaux de la viguerie en force du protectorat qui lui a été conféré, il a été convenu que Jean Grimaldi seigneur de la baronnie de Beuil et les syndics décideraient si c’était le cas ou non de faire cette livraison.
30. Les syndics de Nice, au nom de leurs mandataires, promettent par serment que pendant les trois années suivantes ils obéiront au comte et que celui-ci exercera sur eux le mère et mixte empire, la haute et basse juridiction et jouira de tous les honneurs et de tous les revenus le tout comme sous le régime des anciens comtes de Provence. Les publications se feront au nom dudit comte et vicaire impérial.
31. À l’expiration des trois années, si le roi Ladislas ne pourra pas rembourser le comte, Nice et sa viguerie feront acte d’hommage et de fidélité audit comte.
32. Le comte alors sera tenu à confirmer à la ville et viguerie de Nice, tous les privilèges qui leur ont été jadis octroyés par la reine Jeanne et les rois Charles et Ladislas.
33. Dans le cas pourtant où le roi Ladislas pendant les trois années ci-dessus parvînt à un degré tel de puissance, qu’il pût rembourser tous les frais en question et que le comte après avoir restitué les territoires occupés se trouvât engagé dans une guerre avec la duchesse d’Anjou ou ses descendants, dans ce cas la viguerie de Nice serait tenue à lui donner, à titre de subside et durant la guerre, les revenus de toute sorte que la cour royale avait jadis le droit de percevoir.
34. Dans les cas où le roi Ladislas vendît ou cédât au comte ses droits sur la viguerie, celle-ci aussitôt lui en prêtera un hommage formel.